# Емих VIII (Лайнинген-Харденбург)
Емих VIII фон Лайнинген-Дагсбург-Харденбург (на немски: Emich VIII von Leiningen-Dagsburg-Hardenburg; † 30 март 1495) е от 1452 г. граф на Лайнинген-Дагсбург-Харденбург и господар на Апремонт.
Той е най-възрастният син на граф Емих VII фон Лайнинген-Харденбург (ок. 1386 – 1452) и втората му съпруга Беатрикс фон Баден (1400 – 1452), дъщеря на маркграф Бернхард I фон Баден (1364 – 1431) и втората му съпруга Анна фон Йотинген (1380 – 1436).

## Фамилия
Емих VIII се жени пр. 25 януари 1466 г. за Анна фон Елтер († сл. 1500), наследничка на Апремонт, дъщеря на Хуарт фон Елтер-Аспремонт († 1479) и съпругата му Анна фон Даун († сл. 1449). Те имат децата:
- Беатрикс, 1482 г. бенедиктинкa в манастир Мариенберг към Боппард
- Анна, 1482 г. бенедиктинкa в манастир Мариенберг към Боппард.
- Емих IX († 18 февруари 1535), граф на Лайнинген-Харденбург, женен ок. 1470/1494 г. за графиня Агнес фон Епщайн-Мюнценберг († 28 юли 1533)
- Фридрих († 1501) наследява Ормес.[4]
- Зигберт († 1508)
- Магдалена, монахиня в Кьолн
- Маргарета, монахиня в Кьолн
- Хесо († 1530), господар на Апремонт, женен за Маделайне де Грандпре († сл. 1544)

Емих VIII се жени втори път за Барбара фон Тенген-Неленбург.